# Anna Battke
Pour les articles homonymes, voir Battke.
Anna Battke (née le 3 janvier 1985 à Düsseldorf) est une athlète allemande spécialiste du saut à la perche.

## Palmarès
| Année | Compétition                    | Lieu     | Résultat | Performance |
| ----- | ------------------------------ | -------- | -------- | ----------- |
| 2007  | Championnats d’Europe espoirs  | Debrecen | 3e       | 4,35 m      |
| 2008  | Championnats du monde en salle | Valence  | 8e       | 4,45 m      |
| 2009  | Championnats d'Europe en salle | Turin    | 3e       | 4,65 m      |
| 2009  | Championnats du monde          | Berlin   | 7e       | 4,40 m      |

## Records
- 4,68 m en plein air à Berlin le 14 juin 2009 (ISTAF)
- 4,65 m en salle à Turin le 7 mars 2009